# Classe Royal Oak
 (février 2024).
Si vous disposez d'ouvrages ou d'articles de référence ou si vous connaissez des sites web de qualité traitant du thème abordé ici, merci de compléter l'article en donnant les références utiles à sa vérifiabilité et en les liant à la section « Notes et références ».
La classe Royal Oak est une classe de navires de ligne de la Royal Navy construits à la fin du XVIIIe siècle. La classe Alfred est une version plus large de la classe Royal Oak.

## Unités de la classe
- HMS Royal Oak (1769)
- HMS Conqueror (1773)
- HMS Bedford (1775)
- HMS Hector (1774)
- HMS Vengeance (1774)
- HMS Sultan (1775)